# Hypena sylpha
Hypena sylpha är en fjärilsart som beskrevs av Butler 1887. Hypena sylpha ingår i släktet Hypena och familjen nattflyn. Inga underarter finns listade i Catalogue of Life.